# Santo Sinodo di Milano

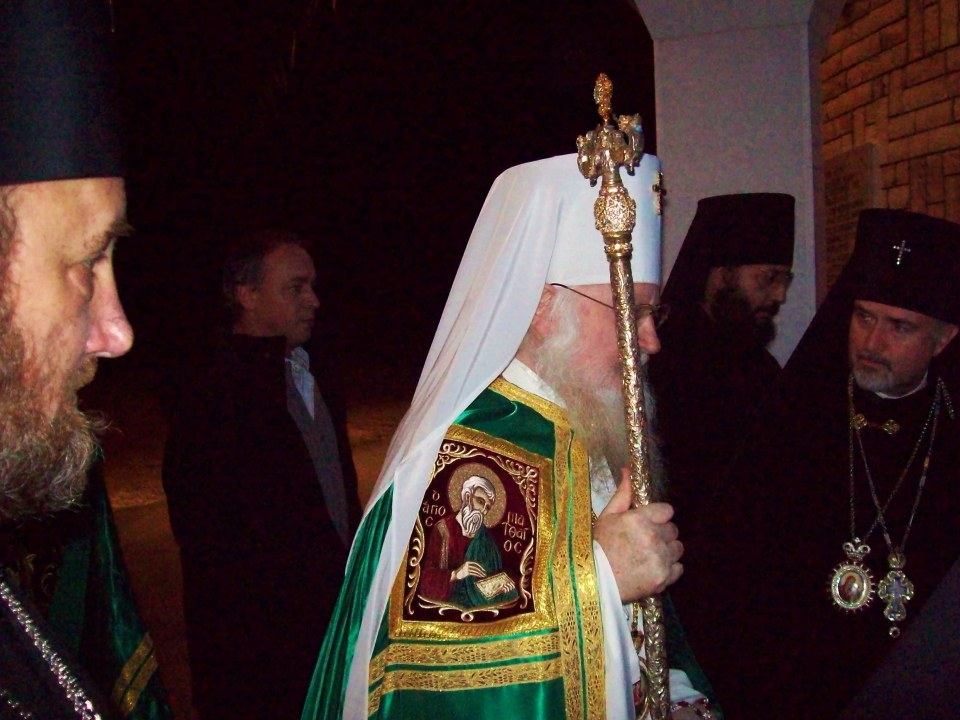
Evloghios, fondatore e primo patriarca della Metropolia

Il Santo Sinodo di Milano, chiamato anche Metropolia ortodossa di Aquileia, è una chiesa vera-ortodossa autocefala, originariamente del ramo dei veterocalendaristi greci, non riconosciuta da nessun'altra chiesa ortodossa tradizionale al mondo, sebbene si consideri riconosciuta dalla Chiesa Ucraina in Esilio, che nel frattempo si è conciliata con il patriarcato di Kiev.

## Storia
La metropolia nacque nel 1983, quando vari fedeli portarono la parrocchia russa di Milano sotto la giurisdizione del sinodo dei Veri Cristiani Ortodossi di Grecia, sotto la guida di Evloghios Hessler, che ne era il parroco. Successivamente abbandona il sinodo greco per unirsi alla Chiesa ortodossa ucraina in esilio, con sede negli Stati Uniti, e alla fine si separa divenendo essa stessa una chiesa richiedente l'autocefalia.
Intorno al 2011 ha cercato di tornare in comunione con il Patriarcato di Mosca, cosa che ha portato alla rottura di tutti i legami con le altre chiese con cui aveva stretto rapporti, ma nel 2013 tali tentativi non vanno a buon fine e la metropolia rimane autonoma, priva di alcun riconoscimento.
Dopo la morte di Evloghios il ruolo di metropolita passa ad Avondios, considerato il luogotenente del predecessore.

## Liturgia e organizzazione
È governata in modo episcopale e ha un proprio sinodo. La maggior parte delle sue parrocchie segue il rito bizantino, ma sono presenti anche chiese ortodosse di rito occidentale e libanese.